# Campionato asiatico maschile di pallacanestro 1987
Il 14º Campionato Asiatico Maschile di Pallacanestro FIBA si è svolto dal 14 al 27 novembre 1987 a Bangkok in Thailandia. Il torneo è stato vinto dalla nazionale cinese.
I Campionati asiatici maschili di pallacanestro sono una manifestazione biennale tra le squadre nazionali del continente, organizzata dalla FIBA Asia.

## Squadre partecipanti
| Gruppo A                                         | Gruppo B                                  | Gruppo C                                    | Gruppo D                        |
| ------------------------------------------------ | ----------------------------------------- | ------------------------------------------- | ------------------------------- |
| - Corea del Sud - Indonesia - Macao - Thailandia | - Cina - Iraq - Singapore - Taipei cinese | - Bahrein - Giappone - Hong Kong - Malaysia | - Filippine - Giordania - India |

## Classifica finale
| Pos | Squadra       | V-P |
| --- | ------------- | --- |
| 1   | Cina          |     |
| 2   | Corea del Sud |     |
| 3   | Giappone      |     |
| 4   | Filippine     |     |
| 5   | Taipei cinese |     |
| 6   | India         |     |
| 7   | Malaysia      |     |
| 8   | Thailandia    |     |
| 9   | Iraq          |     |
| 10  | Giordania     |     |
| 11  | Singapore     |     |
| 12  | Indonesia     |     |
| 13  | Bahrein       |     |
| 14  | Hong Kong     |     |
| 15  | Macao         |     |